# Pendolo (attrazione)

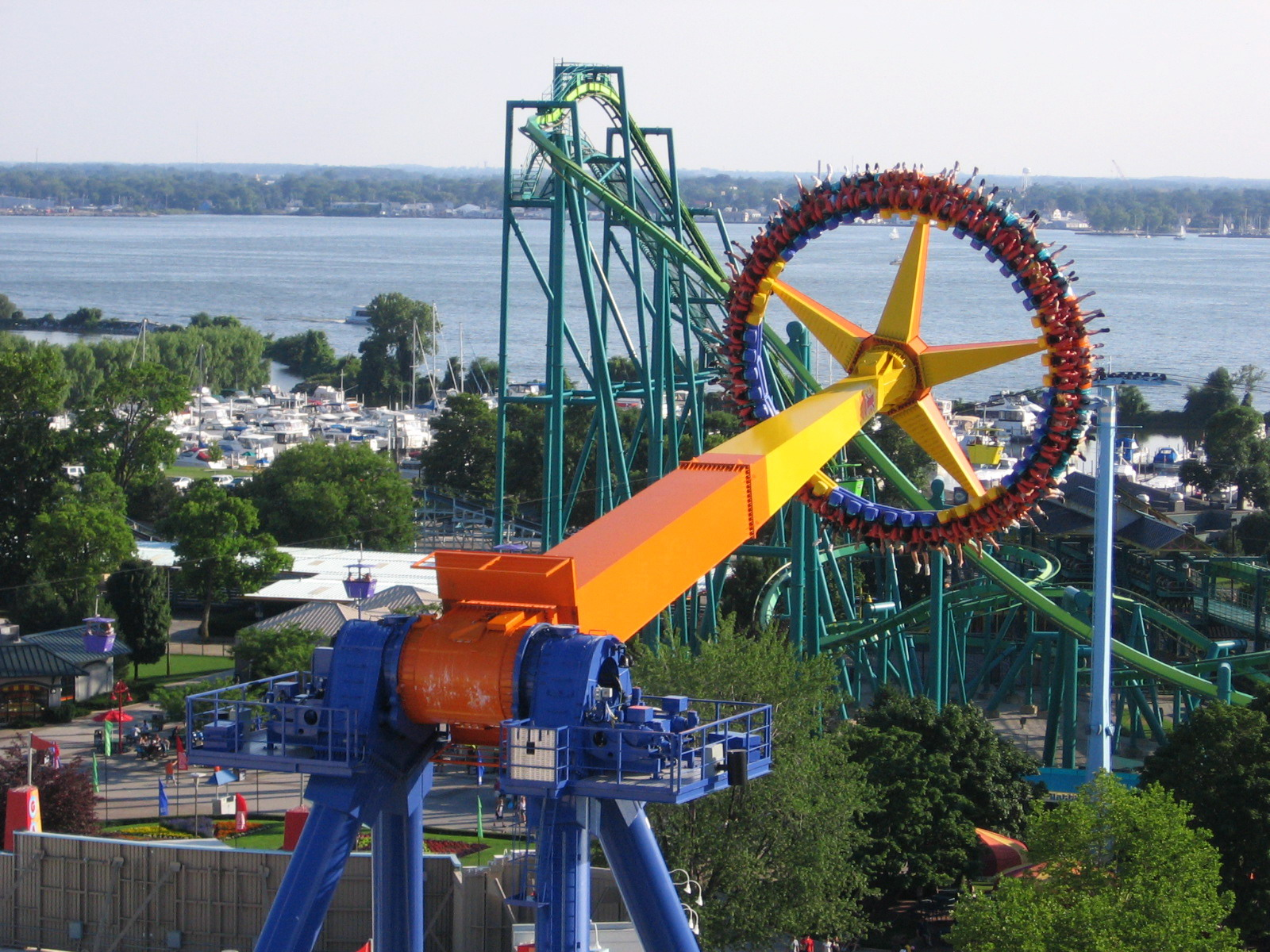
Pendolo di tipo Fresbee a Cedar Point

Un pendolo è una giostra basata sull'oscillazione di un pendolo. La configurazione del giro consiste in una piattaforma, un braccio e un asse. A un'estremità del braccio è posta la piattaforma con i passeggeri, mentre l'altra è fissa all'asse o, in alcuni casi, collegata ad un contrappeso. Solitamente questo viene impiegato quando il pendolo arriva a capovolgersi completamente. Oltre a oscillare avanti e indietro, alcune versioni presentano sedili rotanti. 
Il giro del pendolo usa il concetto di gravità e forza centripeta per operare. (Un oggetto che viaggia in un movimento circolare ha una forza centripeta - l'oggetto accelera verso il centro del cerchio.) La forza centripeta agisce facendo dondolare la piattaforma e ruotandola. A causa delle forze di un oggetto che si muove in un cerchio su un piano verticale: nella parte superiore, la forza di gravità si aggiunge alla forza di tensione proveniente dal centro del cerchio (F = Fg + Ft). Questo lo rende senza peso. Allo stesso modo, nella parte inferiore, la gravità agisce in senso contrario alla tensione, rendendolo più pesante.